# Mats Paulson (dirigent)
Mats Paulson, född 11 augusti 1960, är en svensk dirigent.
Paulson fick sin musikutbildning vid Musikhögskolan i Malmö. Han studerade dessutom kör- och orkesterdirigering vid Det Kongelige Danske Musikkonservatorium i Köpenhamn under professor Dan-Olof Stenlund.
Mats Paulson var anförare för Lunds Studentsångförening mellan 2000 och 2007. Han har varit dirigent för Kvartettsångsällskapet i Helsingborg, är sedan 1990 dirigent för Helsingborgs Konserthuskör och har varit chefsdirigent på Nöjesteatern i Malmö. Mats Paulson undervisar i dirigering vid Musikhögskolan i Malmö samt vid Sundsgårdens folkhögskola.
Han är bror till Staffan Paulson som är medlem i vokalgruppen Vocal Six.